# Климент Бојаџиев
Климент Ефтимов Бојаџиев (буг. Климент Бояджиев; Охрид, 15. април 1861 — Софија, 15. јул 1933) је био бугарски генерал и министар војске.

## Биографија
Рођен је у Охриду, тада у Османском царству, данас у Северној Македонији. Завршио је војну школу у Софији (1883) и војну академију у Италији. У доба Српско-бугарског рата (1885) је био официр у генералштабу. У балканском ратовима (1912—13) заповедао је четвртом преславском дивизијом, која се одликовала у борбама против Турака и Срба. На положају на Чаталџи заповедао је на предњим положајима. После рата био је министар војске.
За време Првог светског рата заповедао је првом армијом, која је 1915. окупирала Зајечар, Ниш, Приштину, Битољ и Охрид. Године 1916. предводио је фронт од Битоља према Островском језеру, а касније заповедао повлачењем. Убрзо након тога је пензионисан. Издао је Рељефну карту Бугарске.